# Studina
Studina is een Roemeense gemeente in het district Olt.
Studina telt 2826 inwoners.